# Kryštof z Regensburku
Kryštof z Regensburku OFM, též Kryštof z Řezna, latinsky Christophorus a Ratisbona byl františkán působící počátkem 16. století v českých zemích. Podle Balbína je autorem výkladu františkánské řehole. Toto údajně „význačné“ volné zpracování řehole sv. Františka s incipitem Suscipe completi laudes o Christe laboris, // Quas cordis laeti vox subdita reddit amore měl napsat roku 1506 v tachovském klášteře.